# Павел Ландовски
Павел Ландовски (на чешки: Pavel Landovský) е чешки актьор и драматург, дисидент, подписал Харта 77. Той е участвал във филми на режисьорите Иржи Менцел, Иржи Крейчик, Павел Юрачек, Милош Форман и Ян Сверак.

## Биография
Павел Ландовски е роден на 11 септември 1936 г. в гр. Хавличкув Брод (Чехословакия). Завършва средното си образование в гимназия за механотехника. Първоначално се е обучавал като производител на музикални инструменти. След това четири пъти неуспешно кандидатства за прием в Театралния факултет на „Академията за музикално изкуство” в гр. Прага. Желанието му е да учи актьорско майсторство. Започва работа като обикновен статист в театъра в гр. Теплице. През 1960 г. започва да играе на сцената на Северноморавския регионален театър в гр. Шумперк. През периода 1961–1963 г. работи в Западнобохемския театър в гр. Клатови, а през 1963–1965 г. в Източнобохемския театър в гр. Пардубице. През 1966 г. се присъединява към Пражкия драматичен клуб, където е съавтор на най-известните му театрални постановки Ревизор и Чичо Ваня. Ангажиментът на Ландовски в Пражкия драматичен клуб е прекратен през 1976 год. след намеса на комунистическата власт по време на т. нар. Нормализация. През 1978 г. той играе ролята на Макбет в пражкия бутиков театър “Апартаментът” на Власта Храмостова (Vlasta Chramostová).  
Павел Ландовски има значителен принос за публикуването и популяризирането на първата петиция на Харта 77. След подписването на Харта 77 той e разпитван многократно от Държавна сигурност, като през 1978 год. е принуден да емигрира в Австрия. В Австрия започва работа като актьор в престижния виенски “Императорски театър” (Burgtheater). 
През 1989 г. се завръща в Чехословакия (Чехия) и играе в редица театрални постановки. През периода 1990— 2008 играе в театрите: “На хрилете” (Na žábradlí), “Националния театър”, “Дългия” (Dlouhá) и театър “Хиберния” (Hybernia). Работил е и като драматург. Пише театрални пиеси и за Чехословашкото радио. Незабравими остават неговите роли на гръцкия стрелец в адаптацията на Милан Кундера на пиесата „Аз, скръбящият бог“ и пивоварят в пиесата „Аудиенцията“ на Вацлав Хавел. Той играе и в редица легендарни чехословашки филми като: Следените влакове (Ostře sledovaných vlacích) на Иржи Менцел, Маркета Лазарова (Markétě Lazarové) и Аделхайд (Adelheid). Легендарна остава неговата роля на майор Теразки в филмовата адаптация на книгата на Мирослав Швандрлик (Miloslav Švandrlík) Черните барони (Černí baroni), рижисирана от Зденек Сирови (Zdenek Sirový).
През последните години от живота си той страда от диабет. След инсулт е прикован към инвалидна количка. Павел Ландовски почива от инфаркт на миокарда в дома си в петък вечерта на 10 октомври 2014 г. Последното сбогуване с твореца се провежда в църквата „Св. Игнатий” разположена на Карловия площад в гр. Прага. Опелото е на 17 октомври 2014 г. Погребан е в гр. Добрнице (Dobrnice). 